# Cimetière du Montparnasse

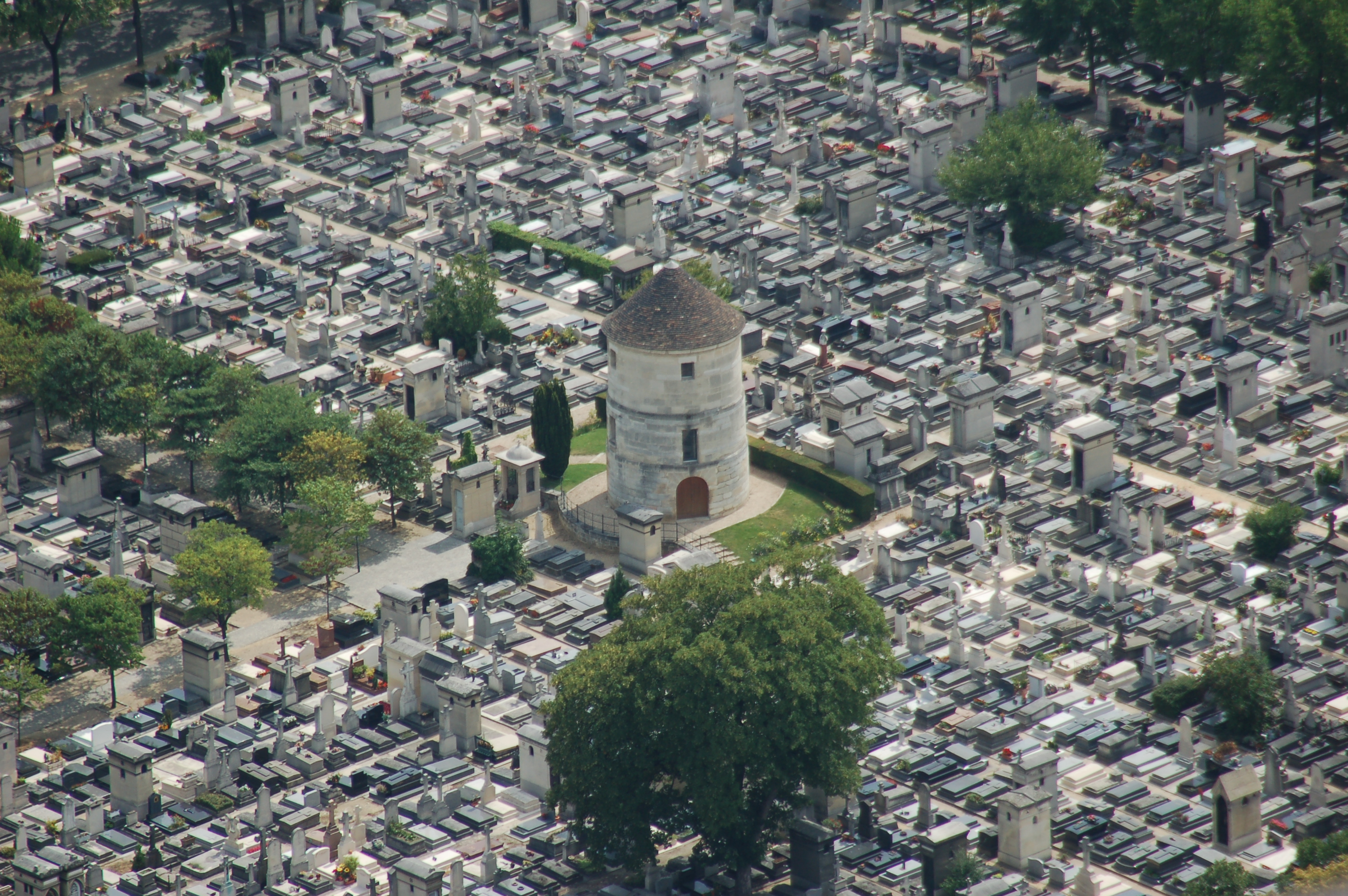
Cimetière du Montparnasse gezien vanaf de Tour Montparnasse

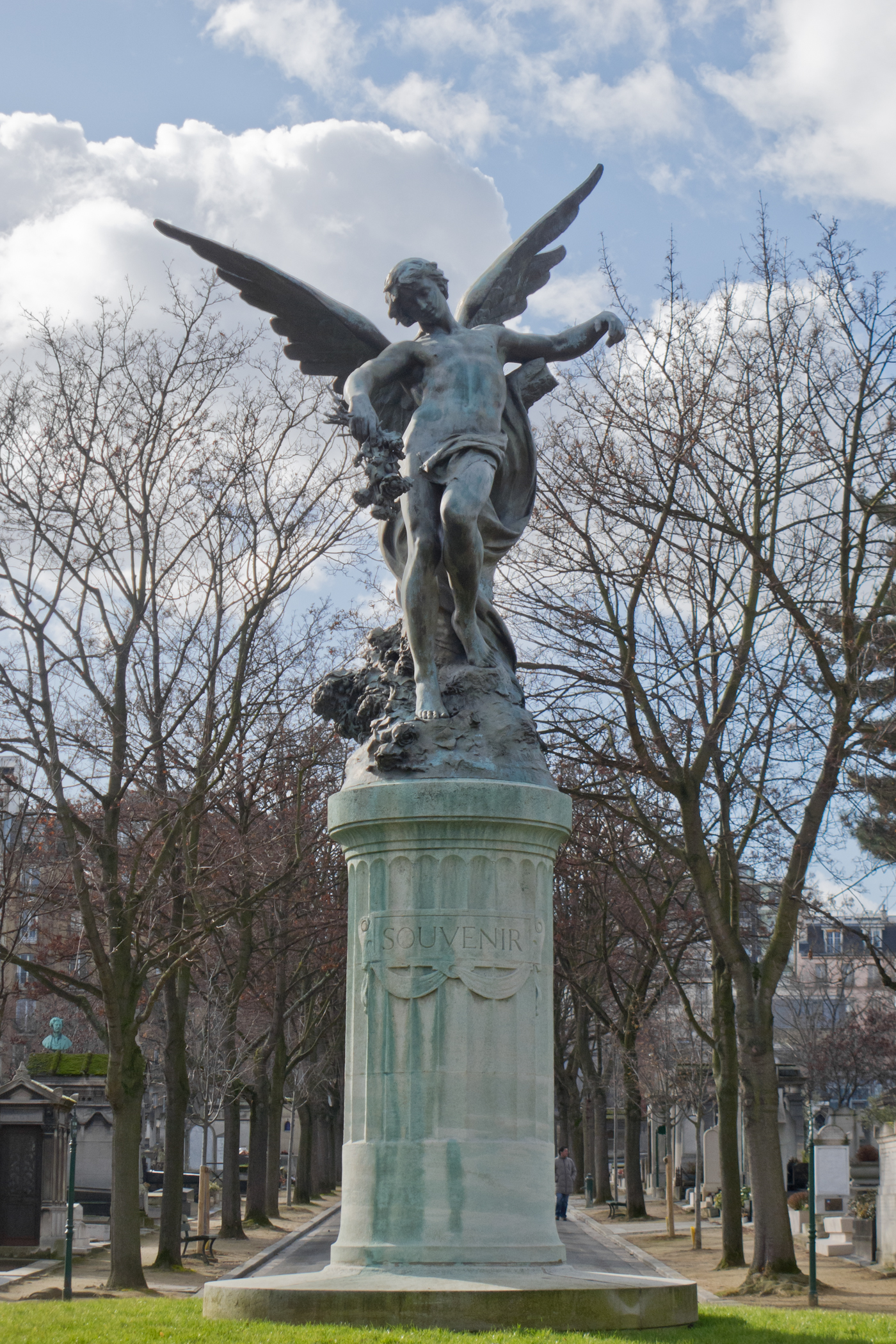
Génie du sommeil éternel

De Cimetière du Montparnasse is een begraafplaats in Parijs die bestaat sinds 1824. Deze begraafplaats in het zuiden van Parijs is vernoemd naar de wijk Montparnasse en is met 1200 bomen op 19 hectare een van de belangrijkste groene longen van de stad.
Diverse beroemdheden hebben op Montparnasse hun laatste rustplaats gevonden :
- Aleksandr Aljechin (1892-1946), Russisch schaakgrootmeester
- Théodore de Banville (1823-1891), Frans dichter
- Frédéric Auguste Bartholdi (1834-1904), Frans beeldhouwer
- Charles Baudelaire (1821-1867), Frans dichter
- Simone de Beauvoir (1908-1986), Frans schrijfster, filosofe en feministe
- Samuel Beckett (1906-1989), Iers schrijver en dichter
- Georges Berr (1867-1942), Frans acteur, toneelschrijver, scenarioschrijver en regisseur
- Isabelle Caro (1980-2010), Frans anorexia model, actrice en schrijfster
- Aristide Cavaillé-Coll (1811-1899), Frans orgelbouwer
- Jacques Chirac (1932-2019), Frans politicus, president van 1995 tot 2007
- Emil Cioran (1911-1995), Roemeens filosoof
- André Citroën (1878-1935), Frans industrieel en oprichter van het automerk Citroën
- Albert Cossery (1913-2008), Frans auteur van Egyptische nationaliteit
- Antoine Cournot (1801-1877), Frans wiskundige, econoom en filosoof
- Jos De Cock (1934-2010), Belgisch-Franse kunstenares
- Paul Deschanel (1855-1922), Frans president
- Robert Desnos (1900-1945), Frans surrealistisch dichter
- Porfirio Díaz (1830-1915), Mexicaans president en dictator
- Alfred Dreyfus (1859-1935), Frans officier
- Marguerite Duras (1914-1996), Frans schrijfster, filmregisseuse en feministe
- Émile Durkheim (1858-1917), Frans socioloog
- César Franck (1822-1890), Frans componist en organist
- Gisèle Freund (1908-2000), Frans fotograaf
- Serge Gainsbourg (1928-1991), Frans dichter en zanger
- Évariste Galois, (1811-1832), Frans wiskundige
- Charles Garnier (1825-1898), Frans architect
- Alexandre Guilmant (1837-1911), Frans organist en componist
- Clara Haskil (1895-1960), Roemeens pianiste
- Stéphane Hessel (1917-2013), Duits-Frans diplomaat, ambassadeur, schrijver, verzetsstrijder
- Vincent d'Indy (1851-1931), Frans componist en muziekpedagoog
- Auguste Kerckhoffs (1835-1903), Nederlands cryptoloog en linguïst
- Joseph Kessel (1898-1979), Frans journalist en schrijver
- Charles Louis Alphonse Laveran (1845-1922), Frans medicus en Nobelprijswinnaar
- Maurice Leblanc (1864-1941), Frans schrijver
- Jean Le Moal (1909-2007), Frans schilder en beeldhouwer
- Guy de Maupassant (1850-1893), Frans schrijver
- Symon Petljoera (1879-1926), Oekraïens nationalist
- Man Ray (1890-1976), Amerikaans fotograaf en filmregisseur
- Camille Saint-Saëns (1835-1921), Frans componist
- Jean-Paul Sartre (1905-1980), Frans schrijver en filosoof
- Delphine Seyrig (1932-1990), Frans actrice
- Susan Sontag (1933-2004), Amerikaans schrijfster
- Joseph Teixeira de Mattos (1892-1971), Nederlands tekenaar
- Fernand de La Tombelle (1854-1928), Frans componist en organist
- Tristan Tzara (Sami Rosenstock) (1896-1963), Roemeens dichter en essayist
- Louis Vierne (1870-1937), Frans componist en organist
- Ossip Zadkine (1890-1967), Frans beeldhouwer

Cimetière d'Auteuil ·
Cimetière des Batignolles ·
Cimetière de Belleville ·
Cimetière de Bercy ·
Cimetière du Calvaire·
Catacomben ·
Cimetière des Innocents ·
Cimetière d'Ivry ·
Cimetière de Montmartre ·
Cimetière du Montparnasse ·
Cimetière Notre-Dame ·
Cimetière de Passy ·
Cimetière du Père-Lachaise ·
Cimetière Saint-Vincent ·
Cimetière de la Villette
Zie ook: Lijst van bezienswaardigheden in Parijs